# Heinrich Braasch

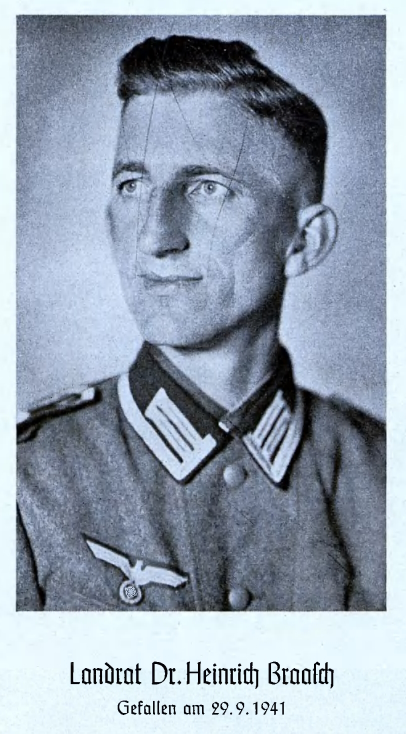
Quelle: Einwohnerbuch für den Landkreis Breslau mit den Städten Brockau, Kanth und Zobten a. B. und allen Gemeinden. 1942

Heinrich Braasch (* 3. Oktober 1902 in Bogenthin, Kreis Kolberg-Körlin; † 29. September 1941 in Kart Kassak, Ukraine) war ein deutscher Verwaltungsjurist und nacheinander Landrat der Kreise Dramburg, Neustettin und Breslau.

## Leben und Wirken
Braasch wurde 1902 in Bogenthin in Hinterpommern geboren und studierte nach seinem Abitur ab 1922 an der Georg-August-Universität in Göttingen Rechtswissenschaften. Dort trat er 1922 in die Burschenschaft Holzminda ein. Ein Semester ging er nach Heidelberg. Nach erfolgreichem Studium kehrte er 1925 zurück in seine Heimat, von wo aus er dann 1928 als Referendar nach Altona ging. 
Zum 1. Mai 1933 trat er der NSDAP bei (Mitgliedsnummer 2.652.470). 1933 war er im Vorstand des Deutschen Gemeindetages und 1934 Vorsitzender des Pommerschen Gemeindetages. Von 1933 bis 1935 war er Landrat in Dramburg, von 1935 bis 1940 in Neustettin und schließlich ab 1940 in Breslau. Ab 1940 leistete Braasch Dienst in der Wehrmacht. Er fiel 1941 als Oberleutnant der Vorausabteilung des Infanterie-Regimentes 213 in einem Gefecht bei Kart Kassak/Krim am Stichkanal in der Ukraine.

## Ehrungen
- Eisernes Kreuz II. Klasse
- Infanteriesturmabzeichen
- Orden der Krone von Rumänien

## Veröffentlichungen
- Die Reichsaufsicht. Göttingen, Dissertation 1925.